# Oospila nigripunctata
Oospila nigripunctata är en fjärilsart som beskrevs av W. Warren 1909. Oospila nigripunctata ingår i släktet Oospila och familjen mätare. Inga underarter finns listade i Catalogue of Life.